# Canonici regolari di Santa Maria in Reno
I canonici regolari di Santa Maria in Reno, detti renani o scopetini, erano un'antica congregazione di canonici soggetta alla regola di sant'Agostino: la congregazione è stata unita a quella lateranense nel 1823.

## Storia
Il priorato dei canonici di Santa Maria in Reno a Casalecchio venne fondato nel XII secolo e verso la metà del XIV secolo si trasferì in San Salvatore a Bologna.
La congregazione, invece, deriva dal convento degli eremitani di San Salvatore di Lecceto, presso Siena: assecondando il desiderio dei frati di osservare più strettamente la regola di sant'Agostino, nel 1408 papa Gregorio XII trasformò la comunità in priorato di canonici regolari; in seguito alle proteste del priore generale dell'ordine eremitano, però, il pontefice si vide costretto ad annullare il suo provvedimento. Sei membri della comunità, sotto la guida di Stefano Agazzari, preferirono restare canonici e lasciarono il convento: peregrinarono in vari luoghi fino a quando, nel 1418, il vescovo di Bologna concesse loro i priorati di Santa Maria in Reno e di San Salvatore.
Dall'unione dei priorati bolognesi con quello di Sant'Ambrogio di Gubbio ebbe origine, nel 1419 per volontà papale, la congregazione renana (da Santa Maria in Reno) o degli  scopetini (dal nome della chiesa di San Donato a Scopeto che, con l'annesso monastero, fu loro assegnata da papa Martino V): la congregazione ebbe come primo superiore generale Stefano Agazzari. Sorsero presto numerose filiali, tra cui Sant'Agnese fuori le Mura e San Pietro in Vincoli a Roma, e nel 1730 la congregazione contava oltre quaranta case. In questo periodo, non mancano anche Canonici di fama, come il matematico Felice Luigi Balassi da Forlì.
Negli anni a cavallo tra il XVIII e il XIX secolo tutte le comunità vennero disperse: poiché anche le comunità della congregazione lateranense erano state tutte soppresse a eccezione della canonica di Santa Maria di Piedigrotta, Vincenzo Garofali unì i canonici renani superstiti ai lateranensi. L'unione venne approvata dalla Santa Sede nel 1823.